# Coppa del Mondo di salto con gli sci 2006
La Coppa del Mondo di salto con gli sci 2006, ventisettesima edizione della manifestazione organizzata dalla Federazione Internazionale Sci, ebbe inizio il 26 novembre 2005 a Kuusamo, in Finlandia, e si concluse il 19 marzo 2006 a Planica, in Slovenia. Furono disputate 22 delle 23 gare individuali previste, tutte maschili, in 15 differenti località: 20 su trampolino lungo, 2 su trampolino per il volo (nessuna su trampolino normale). Furono inserite nel calendario 2 gare a squadre, valide ai fini della classifica per nazioni.
Nel corso della stagione si tennero a Tauplitz i Campionati mondiali di volo con gli sci 2006 e a Torino i XX Giochi olimpici invernali, non validi ai fini della Coppa del Mondo, il cui calendario contemplò dunque interruzioni nei mesi di gennaio e di febbraio.
Il ceco Jakub Janda si aggiudicò sia la coppa di cristallo, il trofeo assegnato al vincitore della classifica generale, sia - a pari merito con il finlandese Janne Ahonen - il Torneo dei quattro trampolini; l'austriaco Thomas Morgenstern vinse il Nordic Tournament. Ahonen era il detentore sia della Coppa generale, sia del Torneo.

## Risultati
| Data                          | Località               | Nazione   | Trampolino                 | Spec. | Primo                                                                  | Secondo                                                                    | Terzo                                                                    |
| ----------------------------- | ---------------------- | --------- | -------------------------- | ----- | ---------------------------------------------------------------------- | -------------------------------------------------------------------------- | ------------------------------------------------------------------------ |
| 26 novembre 2005              | Kuusamo                | Finlandia | Rukatunturi HS142          | LH    | Jakub Janda                                                            | Janne Ahonen                                                               | Robert Kranjec                                                           |
| 26 novembre 2005              | Kuusamo                | Finlandia | Rukatunturi HS142          | LH    | Robert Kranjec                                                         | Janne Ahonen                                                               | Michael Uhrmann                                                          |
| 3 dicembre 2005               | Lillehammer            | Norvegia  | Lysgårdsbakken HS134       | LH    | Andreas Küttel                                                         | Jakub Janda                                                                | Lars Bystøl                                                              |
| 4 dicembre 2005               | Lillehammer            | Norvegia  | Lysgårdsbakken HS134       | LH    | Jakub Janda                                                            | Lars Bystøl                                                                | Andreas Küttel                                                           |
| 10 dicembre 2005              | Harrachov              | Rep. Ceca | Čerťák HS142               | LH    | Andreas Küttel                                                         | Michael Uhrmann                                                            | Janne Ahonen                                                             |
| 11 dicembre 2005              | Harrachov              | Rep. Ceca | Čerťák HS142               | LH    | Jakub Janda                                                            | Janne Ahonen                                                               | Andreas Küttel                                                           |
| 17 dicembre 2005              | Engelberg              | Svizzera  | Gross-Titlis-Schanze HS137 | LH    | annullata                                                              | annullata                                                                  | annullata                                                                |
| 18 dicembre 2005              | Engelberg              | Svizzera  | Gross-Titlis-Schanze HS137 | LH    | Jakub Janda                                                            | Michael Uhrmann                                                            | Andreas Kofler                                                           |
| Torneo dei quattro trampolini |                        |           |                            |       |                                                                        |                                                                            |                                                                          |
| 29 dicembre 2005              | Oberstdorf             | Germania  | Schattenberg HS137         | LH    | Janne Ahonen                                                           | Roar Ljøkelsøy                                                             | Jakub Janda                                                              |
| 1º gennaio 2006               | Garmisch-Partenkirchen | Germania  | Große Olympiaschanze HS125 | LH    | Jakub Janda                                                            | Janne Ahonen                                                               | Matti Hautamäki                                                          |
| 4 gennaio 2006                | Innsbruck              | Austria   | Bergisel HS130             | LH    | Lars Bystøl                                                            | Jakub Janda                                                                | Bjørn Einar Romøren                                                      |
| 6 gennaio 2006                | Bischofshofen          | Austria   | Paul Ausserleitner HS140   | LH    | Janne Ahonen                                                           | Jakub Janda                                                                | Roar Ljøkelsøy                                                           |
| 21 gennaio 2006               | Sapporo                | Giappone  | Ōkurayama HS134            | LH    | Bjørn Einar Romøren                                                    | Roar Ljøkelsøy                                                             | Takanobu Okabe                                                           |
| 22 gennaio 2006               | Sapporo                | Giappone  | Ōkurayama HS134            | LH    | Roar Ljøkelsøy                                                         | Daiki Itō                                                                  | Takanobu Okabe                                                           |
| 28 gennaio 2006               | Zakopane               | Polonia   | Wielka Krokiew HS134       | LH    | Matti Hautamäki                                                        | Tami Kiuru                                                                 | Janne Ahonen                                                             |
| 29 gennaio 2006               | Zakopane               | Polonia   | Wielka Krokiew HS134       | LH    | Matti Hautamäki                                                        | Janne Ahonen                                                               | Thomas Morgenstern                                                       |
| 4 febbraio 2006               | Willingen              | Germania  | Mühlenkopf HS145           | LH    | Andreas Kofler                                                         | Thomas Morgenstern                                                         | Andreas Küttel                                                           |
| 5 febbraio 2006               | Willingen              | Germania  | Mühlenkopf HS145           | TL    | Finlandia Tami Kiuru Janne Happonen Matti Hautamäki Janne Ahonen       | Austria Andreas Kofler Andreas Widhölzl Martin Koch Thomas Morgenstern     | Norvegia Bjørn Einar Romøren Lars Bystøl Sigurd Pettersen Roar Ljøkelsøy |
| 4 marzo 2006                  | Lahti                  | Finlandia | Salpausselkä HS130         | TL    | Austria Andreas Widhölzl Andreas Kofler Martin Koch Thomas Morgenstern | Norvegia Bjørn Einar Romøren Tommy Ingebrigtsen Lars Bystøl Roar Ljøkelsøy | Finlandia Janne Happonen Risto Jussilainen Janne Ahonen Matti Hautamäki  |
| Nordic Tournament             |                        |           |                            |       |                                                                        |                                                                            |                                                                          |
| 5 marzo 2006                  | Lahti                  | Finlandia | Salpausselkä HS130         | LH    | Janne Happonen                                                         | Jakub Janda                                                                | Michael Uhrmann                                                          |
| 7 marzo 2006                  | Kuopio                 | Finlandia | Puijo HS127                | LH    | Andreas Küttel                                                         | Thomas Morgenstern                                                         | Adam Małysz                                                              |
| 10 marzo 2006                 | Lillehammer            | Norvegia  | Lysgårdsbakken HS134       | LH    | Thomas Morgenstern                                                     | Bjørn Einar Romøren                                                        | Andreas Kofler                                                           |
| 12 marzo 2006                 | Oslo                   | Norvegia  | Holmenkollen HS128         | LH    | Adam Małysz                                                            | Thomas Morgenstern                                                         | Andreas Kofler                                                           |
| 18 marzo 2006                 | Planica                | Slovenia  | Letalnica HS215            | FH    | Bjørn Einar Romøren                                                    | Roar Ljøkelsøy                                                             | Martin Koch                                                              |
| 19 marzo 2006                 | Planica                | Slovenia  | Letalnica HS215            | FH    | Janne Happonen                                                         | Martin Koch                                                                | Robert Kranjec                                                           |

Legenda:

LH = trampolino lungo

FH = volo con gli sci

TL = gara a squadre

## Classifiche

### Generale

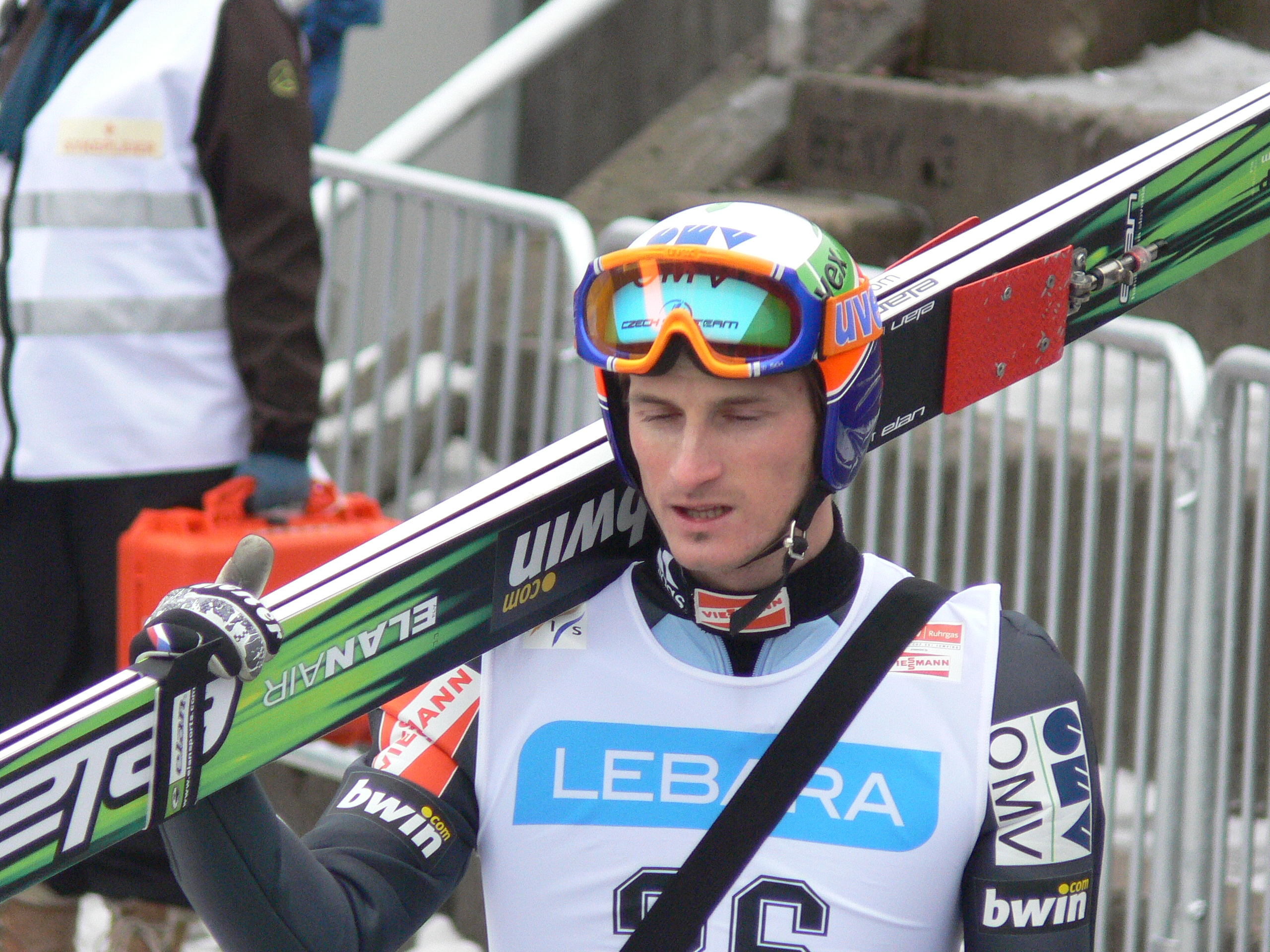
Jakub Janda

| Pos. | Nome                | Nazione   | Punti |
| ---- | ------------------- | --------- | ----- |
| 1    | Jakub Janda         | Rep. Ceca | 1151  |
| 2    | Janne Ahonen        | Finlandia | 1024  |
| 3    | Andreas Küttel      | Svizzera  | 980   |
| 4    | Roar Ljøkelsøy      | Norvegia  | 875   |
| 5    | Thomas Morgenstern  | Austria   | 846   |
| 6    | Bjørn Einar Romøren | Norvegia  | 757   |
| 7    | Andreas Kofler      | Austria   | 699   |
| 8    | Michael Uhrmann     | Germania  | 681   |
| 9    | Adam Małysz         | Polonia   | 634   |
| 10   | Andreas Widhölzl    | Austria   | 594   |

### Torneo dei quattro trampolini

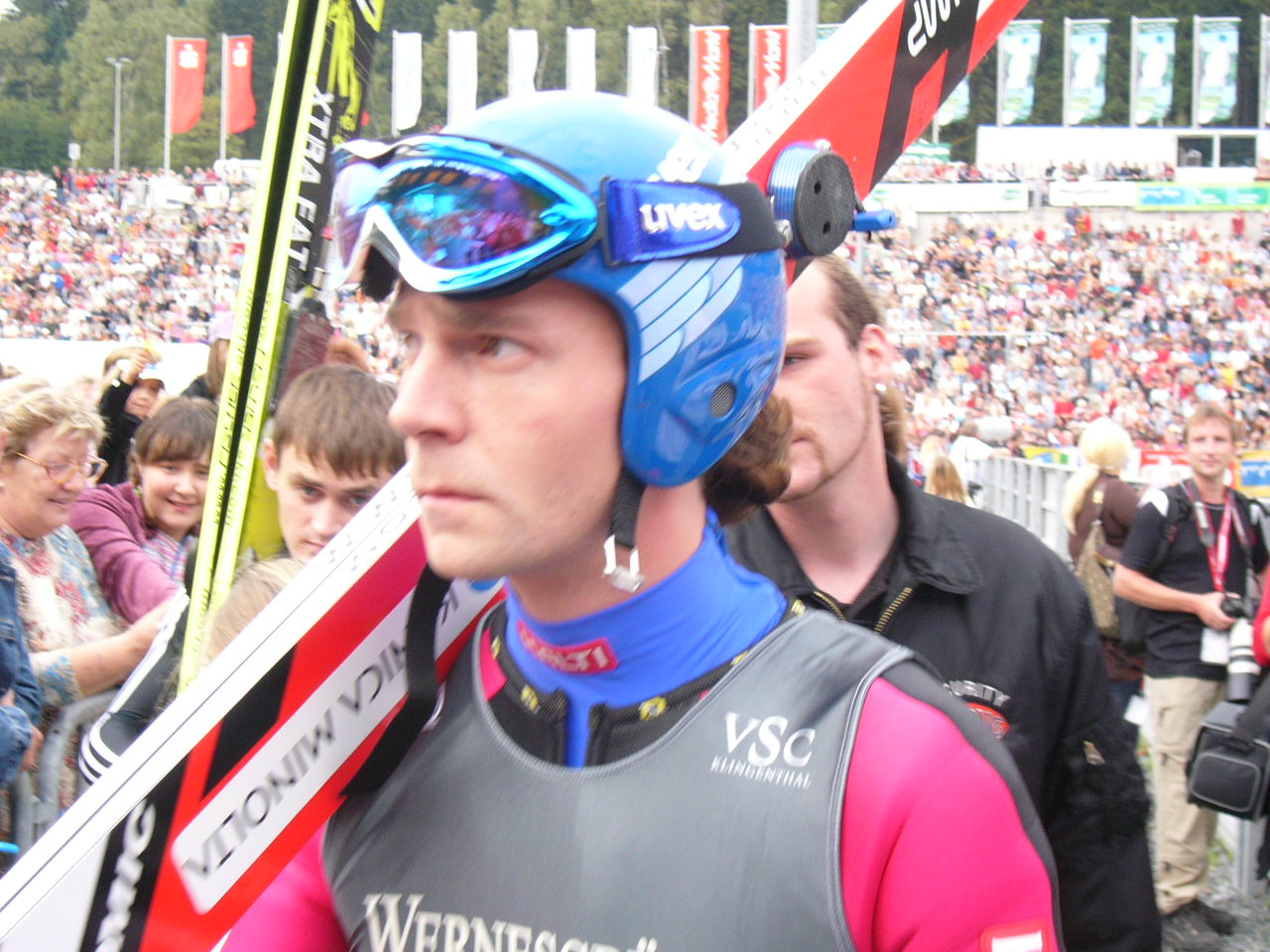
Janne Ahonen

| Pos. | Nome            | Nazione   | Punti |
| ---- | --------------- | --------- | ----- |
| 1    | Janne Ahonen    | Finlandia | 1082  |
|      | Jakub Janda     | Rep. Ceca | 1082  |
| 3    | Roar Ljøkelsøy  | Norvegia  | 1057  |
| 4    | Andreas Küttel  | Svizzera  | 1023  |
| 5    | Matti Hautamäki | Finlandia | 1018  |

### Nordic Tournament

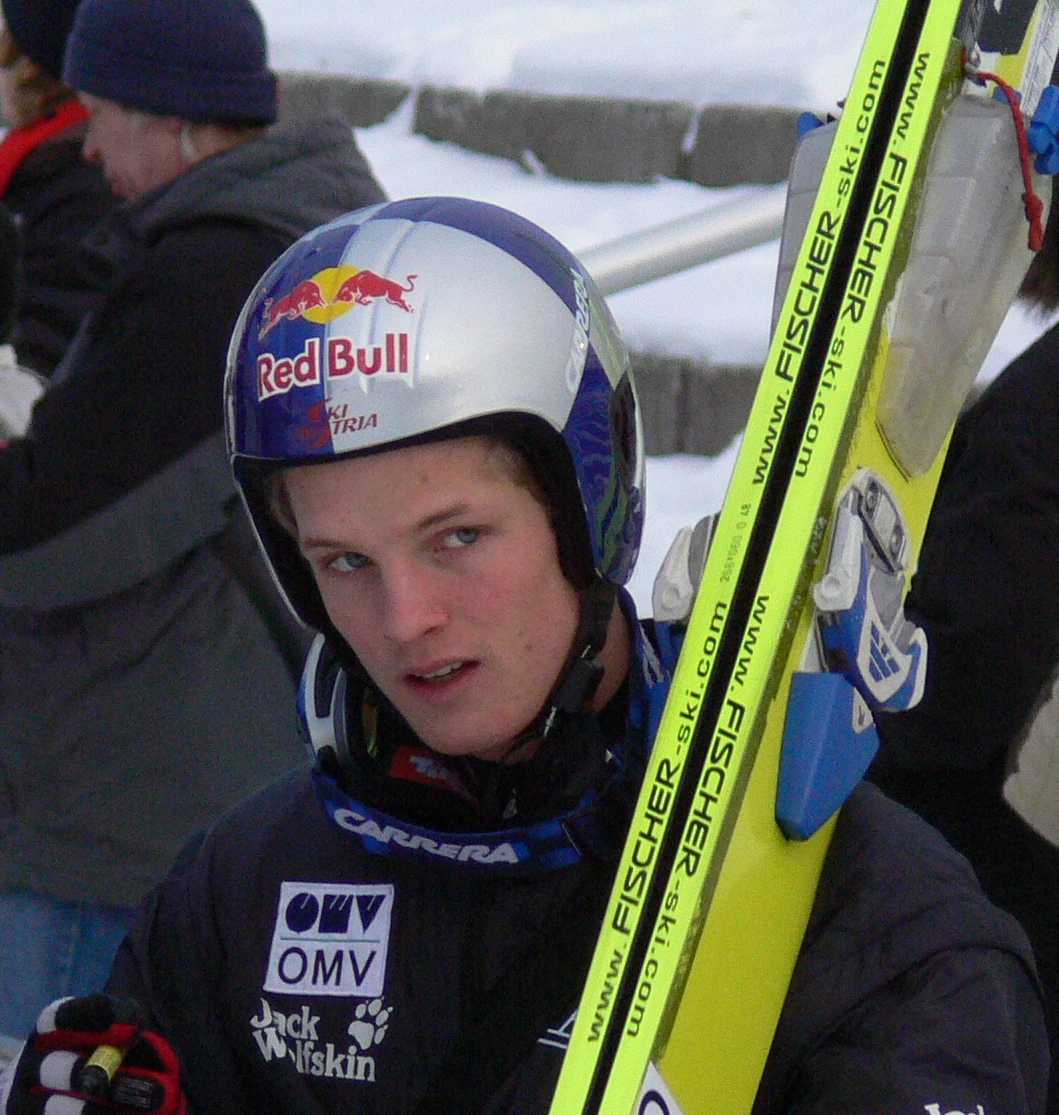
Thomas Morgenstern

| Pos. | Nome               | Nazione   | Punti |
| ---- | ------------------ | --------- | ----- |
| 1    | Thomas Morgenstern | Austria   | 1094  |
| 2    | Andreas Küttel     | Svizzera  | 1080  |
| 3    | Janne Happonen     | Finlandia | 1075  |
| 4    | Andreas Kofler     | Austria   | 1069  |
| 5    | Adam Małysz        | Polonia   | 1069  |

### Nazioni
| Pos. | Nazione   | Punti |
| ---- | --------- | ----- |
| 1    | Austria   | 3611  |
| 2    | Norvegia  | 3525  |
| 3    | Finlandia | 3456  |
| 4    | Germania  | 1869  |
| 5    | Svizzera  | 1675  |
| 6    | Giappone  | 1620  |
| 7    | Rep. Ceca | 1388  |
| 8    | Slovenia  | 915   |
| 9    | Polonia   | 786   |
| 10   | Russia    | 386   |